# Bovet
Bovet Fleurier SA — швейцарская компания-производитель коллекционных часов. Использует бренд Bovet 1822, берущий своё начало от фирмы братьев Бове, зарегистрированной 1 мая 1822 в Лондоне, Великобритания. Наиболее известны карманные часы Bovet, производившиеся для китайского рынка в XIX веке, которые одними из первых использовали в качестве художественных элементов гравированные облегчённые детали механизма и секундные стрелки. В настоящее время (2019) под маркой бренда производятся наручные часы с художественной отделкой в историческом стиле компании (с ценами от десятков тысяч до миллионов долларов США). Текущим владельцем марки является Паскаль Раффи.

## История

### Производство часов во Флёрье
Производство часов в швейцарском муниципалитете Флёрье было начато в 1730 году Даниэлем-Жаном-Жаком-Анри Вошером (Daniel-Jean-Jacques-Henri Vaucher), учеником Даниэля Жанришара (Daniel Jaenrichard). В то время эта область Швейцарии была центром металлообработки из-за близлежащих месторождений железной руды, открытых в XV веке. Часовое производство процветало до конца XVIII века, но экономический кризис, сопровождавший французскую революцию и последовавшие наполеоновские войны, привёл к существенному снижению продаж. Возрождение региона было связано с поставками часов на гигантский рынок Китая, ставший доступным с 1820-х, и к середине XIX века часовщики Флёрье поставляли свою продукцию практически исключительно туда, одним из драйверов этого роста была компания братьев Бове.

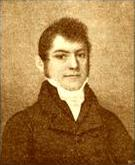
Эдуард Бове (1797—1849), основатель марки

### Эдуард Бове
Эдуард Бове (Édouard Bovet) (1797—1849) был сыном часовщика Жана-Фредерика Бове (Jean-Frédéric Bovet), изучал искусство во Флёрье под руководством отца, но в 1814 году по политическим причинам эмигрировал в Лондон со своими двумя братьями, Альфонсом и Фредериком, где продолжил изучать часовое производство. Через несколько лет, в 1818, Бове был послан в Кантон как сотрудник фирмы Ilbury & Magniac. Хотя рынок механических часов в Китае имеет давнюю историю и восходит к XV веку, когда часы были завезены в Китай иезуитами, к началу XIX столетия качество механизмов китайских производителей было много ниже европейских В то же время богатые люди Китая высоко ценили хитроумные миниатюрные механизмы, бывшие предметами роскоши, что способствовало высокому спросу и ценам на европейские часы. Практически сразу после прибытия Бове сумел продать четверо часов собственного производства за сумму, эквивалентную приблизительно миллиону долларов США 2008 года.

### Компания в XIX веке: китайский рынок

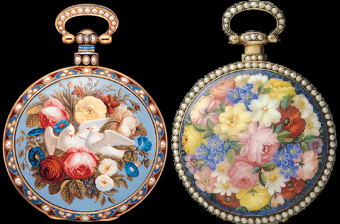
Типичные часы Бове в эмалированном корпусе, около 1830—1835

Для развития производства и продажи часов Бове обратился к своим братьям, и в 1822 году Бове, живший тогда в Кантоне, вместе с Альфонсом и Фредериком Бове из Лондона и Густавом Бове из Флёрье учредил семейную компанию. Она была основана в Лондоне для облегчения доставки часов в Китай кораблями Ост-Индской компании. Производство часов быстро расширялось и через несколько лет переехало во Флёрье, а в 1824 году пятый брат, Шарль-Анри, присоединился к компании и переехал в Макао к Эдуарду.
Bovet была не единственной часовой компанией, вышедшей на китайский рынок. Их соперниками и соратниками были Ilbury, Jaques Ullmann, Vacheron Constantin и другие производители. Эдуард Бове открыл для себя потенциал китайского рынка при обучении в Ilbery, и некоторые идеи дизайна часов были им позаимствованы от этой марки. С 1820-х компания Vacheron Constantin доминировала на часовом рынке северного Китая, а Бове — более населённого южного.

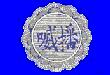
Кантонская торговая марка Bovet XIX века, произносится как Бо-вай

Невзирая на высокие цены, популярность часов в Китае стала настолько высокой, что компании братьев Бове пришлось заказывать детали у других производителей, таких как Guinand и других. Компания Juvet Fleurier производила часы для китайского рынка самостоятельно, а одновременно братья Бове использовали их механизмы в своих часах, хотя компании были прямыми конкурентами и постоянно боролись за лидерство на рынке. В 1830 Эдуард Бове поддержал провалившееся восстание за независимость Флёре от Пруссии и был вынужден бежать во Францию, где в Безансоне он продолжил производство часов, крейсируя между Европой и Кантоном. К концу 1830-х Бове построил несколько часовых фабрик в Кантоне, но опиумные войны вынудили его свернуть производство там и перенести его в Макао, уже с меньшим размахом. 15 ноября 1840 года компания была перерегистрирована во Флёрье как Bovet Frères et Cie с уставным капиталом в миллион франков. Расширение торговли с Китаем вследствие нанкинского договора привело к небывалому расцвету продаж часов, которые начали распространяться и среди среднего класса. В связи с этим производители создали бренды для своих часов на китайском языке, и кантонский вариант «бо-вай» для часов Бове стал нарицательным обозначением часов вообще. На фабрике Бове во Флёрье в это время трудятся более 170 рабочих.
В 1855 году часы Bovet Frères et Cie выиграли золотую медаль на всемирной выставке в Париже в категории люксовых часов, но примерно в это время рынок часов в Китае обвалился из-за ценовой войны французских и американских производителей, сопровождавшейся широким распространением китайских подделок. В 1864 опиумные войны заставили семью Бове продать бизнес руководителям производства часов во Флёрье, Жулю Жекье и Эрнесту Бобилье (Jules Jequier, Ernest Bobillier), к которым вскоре присоединился Ами Лоба (Ami Leuba). Китайский рынок часов постепенно сжимался и практически исчез к началу XX столетия, точку поставила революция 1911 года.
В настоящее время (2013) высококачественные художественные часы, производившиеся тогда для китайского рынка братьями Бове, Уильмом Илбери и другими, считаются ценным антиквариатом и предметами коллекционирования, и продаются на аукционах за суммы в сотни тысяч долларов.

### XX век: падение марки
После сокращения китайского рынка семья Бове занялась также торговлей шёлком и чаем, а сжавшийся часовой бизнес продолжил вместе с Альбертом и Жаном Бове Алексис Лэндри (Alexis Landry), ученик Фрица Бове: Landry Freres купила марку Bovet в 1888. Специализацией компании стали специальные часы и хронографы (часы, совмещённые с секундомером), а также производство механизмов для других часовых компаний. В 1901 Бове решили выйти из часового бизнеса и марка была продана с аукциона в Париже, покупателями стали братья Сезар и Шарль Лоба (César, Charles Leuba), сыновья Ами Лоба, которые в свою очередь продали её Jacques Ullmann and Co., другому ранее успешному производителю часов для Китая, в 1918 году. Когда Жак Уллманн вышел из бизнеса в 1932, марка была приобретена обратно Альбертом и Жаном Бове, которые продолжили семейную традицию и были обладателями нескольких патентов в области хронографов, в частности, на механизм, временно останавливающий секундную стрелку для снятия показаний. Компания Favre-Leuba купила марку вместе с производством часов в 1948, но примерно в 1950 отказалась от брендов Bovet и Bovet Frères, продолжая на тех же фабриках производство собственной марки до 1966 года. Затем фабрики во Флёрье были проданы местному кооперативу часовщиков.

### Современная компания
В 1989 компания Parmigiani Fleurier Мишеля Пармиджани купила права на марку Bovet и зарегистрировала её для «всей часовой продукции, механических наручных и стационарных часов и морских инструментов швейцарского происхождения», но не производила продукции под этой маркой. В 1990 году марка была продана группе инвесторов, основавших Bovet Fleurier SA, которая также не производила ничего под брендом Bovet вплоть до новой продажи компании в 1994. Её покупатели, Рожер Гуйе и Тьерри Олевай (Roger Guye, Thierry Ouelevay) открыли офис в Женеве и начали производство часов. К 2000 году масштабы производства Bove составили 140 пар часов в год.
Коллекционер часов Паскаль Раффи (Pascal Raffy), нынешний глава компании, приобрёл контрольный пакет акций House of Bovet 6 февраля 2001 примерно за 5 миллионов долларов США. Он решил перепрофилировать компанию на выпуск коллекционных очень дорогих часов в художественном стиле этой марки в 19 веке, ограничив их производство не более чем 4000 в год, и переименовал марку в Bovet 1822. В июне 2006 года Раффи приобрёл ещё несколько фабрик для получения полного цикла производства компонентов люксовых часов, в частности, STT group (теперь Dimier 1738 Manufacture de Haute Horlogerie Artisanale), производящую детали часовых механизмов, и ювелирную фабрику по производству циферблатов в План-ле-Куот (Plan-les-Ouates) в кантоне Женева Valor, Lopez, et Villa (сейчас Dimier 1738 Manufacture Artisanale de Cadrans et de Sertissages). Эта фабрика производит ювелирные циферблаты для марок Раффи Bovet и Dimier, а также для других производителей люксовых швейцарских часов. В 2006 году в группе компаний Раффи работало около 150 человек, объём производства составлял чуть менее 2000 часов в год. Некоторые механизмы для часов Bovet производятся Vaucher Manufacture. В 2006 году Раффи приобрёл замок Château de Môtiers в кантоне Нешатель, некогда принадлежавший семье Бове, и превратил его в основную фабрику бренда. Полные вложения составили около 35 миллионов долларов США, и окупились за 6 лет.
Маркетинговая стратегия компании состоит в минимуме использования широкой рекламы, вместо чего предпочтение отдаётся частным салонам. Около трети часов производятся в единственном экземпляре по специальным заказам. К 2017 году выручка компании примерно поровну делилась между базовыми моделями в ценовом диапазоне от 20 до 65 тысяч долларов США, и моделями штучного выпуска с ценами от 220 тысяч до миллиона долларов, годовой объём выпуска в 2015—2016 годах колебался около 1800 пар. По словам Раффи, в 2017 году прибыли компании составляли более 15 %, около 20 миллионов долларов США. В 2018 году часы Bovet Récital 22 Grand Récital выиграли главный приз «Золотой стрелки» (Aiguille d’Or) выставки часов GPHG 2018.

## Часы

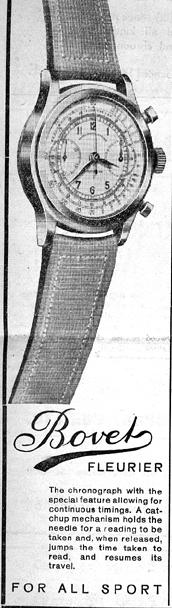
Реклама хронографа Bovet Frerers 1944 года, описывающая mono rattrapante — механизм временной остановки секундной стрелки для снятия её показаний

### Стиль XIX века

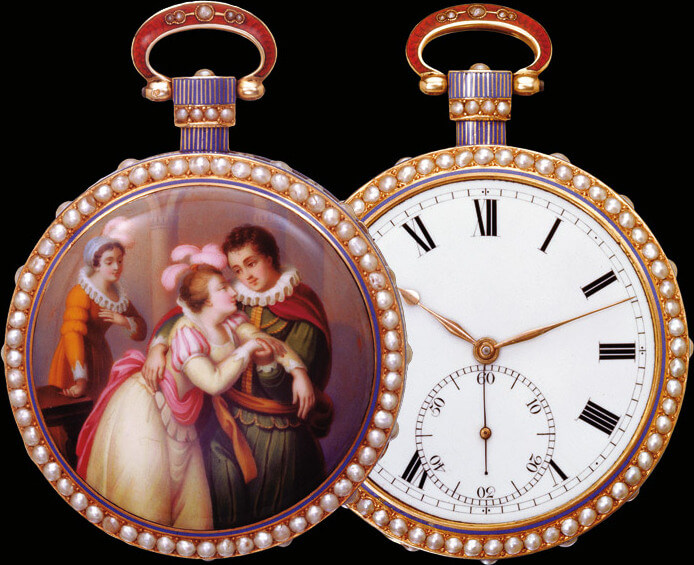
Карманные часы для китайского рынка «Ромео и Джульетта» от Bovet Fleurier, около 1830

Производитель позиционировал часы Bovet в Китае как произведения искусства, поэтому при их создании авторам давалась существенная свобода. Часы продавались парами в бархатной коробке, во-первых, используя поверие о приносимой таким образом удаче, а во-вторых, с практической точки зрения — для непрерывности использования, так как в случае поломки ремонт часов мог затянуться на время до полугода и дольше. Дизайн часов был призван вызывать интерес у китайской аудитории. Одной из таких завлекающих характеристик были видимые детали механизма, специально сделанные возможно более тонкими, и их изящные движения. По этой же причине эти часы одними из первых приобрели секундные стрелки. Декоративная эмалировка корпусов обычно изображала растения или сцены из европейской жизни, экзотичеcкие тогда для Китая.
В конце 2000-х цены на оригинальные китайские часы Bovet простирались от 500 долларов США за самые простые металлические модели в удовлетворительном состоянии до 300000 долларов за самые богато украшенные образцы Производятся также реплики этих часов, и существуют подделки под них, как исходные китайские, производившиеся ещё в XIX веке, так и современные.

### Хронографы
Модели хронографов Bovet, производившиеся до середины XX столетия, были, в отличие от более ранних часов для китайского рынка, утилитарными, а не декоративными. Наручные хронографы под маркой Bovet, продававшиеся Bovet Freres в начале 1940-х годов, а затем Favre-Leuba с 1948 по 1950, содержали некоторое количество деталей механизма, производившихся другими компаниями. Вначале надпись на циферблате часов Bovet Freres представляла собой название компании, выполненное стандартным шрифтом, но в начале 1940-х она была заменена на стилизованный логотип без слова Freres. Когда Favre-Leuba купила компанию, логотип был заменён на надпись Bovet сначала обычным шрифтом, а затем стилизованным. В процессе отказа от бренда Bovet выпускались часы с совмещёнными названиями Favre-Leuba и Bovet.
Механизмы в основном производились Ebauches SA (сейчас ETA, SA), и представляли собой калибры Valjoux and Landeron. Рычажный механизм Valjoux 84 на 17 камнях был наиболее распространённым в хронографах Bovet, но иногда использовался и 77 калибр. Механизмы Landeron отличались большим разнообразием: встречались 47, 48, 51, 57, 59, 80, 81 калибры, а в моделях с указателями фаз луны и даты — даже Landeron 186. Большинство часов Bovet Freres содержали механизмы Valjoux, а Favre-Leuba — Landeron. Для того времени Valjoux производил более хорошие механизмы, и распространение менее качественных, но более дешёвых Landeron привело к падению популярности марки Bovet. Эти утилитарные модели производились в больших количествах и достаточно часто встречаются и поныне.

### Современный стиль
Современные модели бренда вдохновляются декоративными традициями моделей XIX века, и включают в себя некоторые характерные черты тех карманных часов, в частности, часть моделей использует корпус Amadeo, который позволяет использовать часы как наручные, карманные или настольные. Часть часов Bovet сейчас производятся в этом стиле, с использованием открытого механизма, эмалировки, гравировки и самоподзаводящегося турбийона, парность китайских часов обыгрывается при этом в двустороннем механизме с двумя циферблатами. В отличие от большинства классических часовых компаний, Bovet активно использует также и женщин-дизайнеров. Некоторые модели стоимостью свыше миллиона долларов продаются только лично мастером-изготовителем на заводе в Швейцарии.